# پاتر لیک (ویسکانسین)
پاتر لیک (به انگلیسی: Potter Lake) یک منطقهٔ مسکونی در ایالات متحده آمریکا است که در Troy واقع شده‌است. پاتر لیک ۱٬۱۰۷ نفر جمعیت دارد و ۲۵۸ متر بالاتر از سطح دریا واقع شده‌است.